# طه محی‌الدین معروف
طاها محی الدین معروف (عربی: طه محیی الدین معروف، زاده ۱۹۲۴ – درگذشته ۷ اوت ۲۰۰۹) یک سیاستمدار عراقی بود و از سال ۱۹۷۴ تا از حمله آمریکا در ماه آوریل ۲۰۰۳ به عنوان معاون رئیس‌جمهور عراق خدمت کرد.

## اوایل زندگی
او در سال ۱۹۲۴ در سلیمانیه، در خانواده‌ای سرشناس در شمال عراق تحت تسلط کردها به دنیا آمد.

## زندگی سیاسی
معروف در سال ۱۹۶۸ به حزب بعث سوسیالیست عرب پیوست و چندین پست وزارتی دریافت کرد.
معروف یک فرد از اقلیت کرد در سلسله مراتب حزب بعث صدام حسین بود، اما جامعه کردی انتصاب او را فقط یک حرکت نمایشی تلقی می‌کردند و معتقد بودند که او قدرت واقعی کمی دارد. با این حال، او به عنوان سفیر عراق در ایتالیا، مالت و آلبانی خدمت کرد.
در تاریخ ۲ مه ۲۰۰۳ خبر بازداشت معروف اعلام شد. او به همراه دو معاون دیگر صدام، عبدالتواب ملا حویش، مدیر دفتر صنعتی سازی نظامی و معاون نخست‌وزیر مسئول تدارکات تسلیحات، و مزبان خضر هادی، فرمانده یکی از چهار منطقه نظامی که صدام تأسیس کرده بود، دستگیر شد. معروف نفر شماره ۲۴ (در ابتدا شماره ۴۲) در فهرست عراقی‌های تحت تعقیب ایالات متحده بود.
او در ۷ اوت ۲۰۰۹ در امان، اردن درگذشت و روز بعد در اربیل عراق به خاک سپرده شد.